# فانانو
فانانو (بالإيطالية: Fanano)‏ هي بلدية في مقاطعة مودينا في إقليم إميليا رومانيا الإيطالي.

## السكان
في سنة 1861 بلغ عدد السكان 5٬236 نسمة، وتطور العدد ليصل في سنة 2011 لـ 3٬028 نسمة.
يظهر هذا المخطط البياني تطور النمو السكاني لـ فانانو

## توأمة
لفانانو اتفاقيات توأمة مع:
- فيربانكس